# Selección femenina de balonmano de Kazajistán
La selección femenina de balonmano de Kazajistán es la selección femenina de balonmano representativa a Kazajistán.

## Historial

### Juegos Olímpicos
- 1992 - No participó
- 1996 - No participó
- 2000 - No participó
- 2004 - No participó
- 2008 - 10.ª plaza
- 2012 - No participó
- 2016 - No participó
- 2020 - No participó
- 2020 - No participó
- 2024 - No participó

### Campeonatos del Mundo
- 1993 - No participó
- 1995 - No participó
- 1997 - No participó
- 1999 - No participó
- 2001 - No participó
- 2003 - No participó
- 2005 - No participó
- 2007 - 18.ª plaza
- 2009 - 22ª plaza
- 2011 - 19.ª plaza
- 2013 - No participó
- 2015 - 22ª plaza
- 2017 - No participó
- 2019 - 22ª plaza
- 2021 - 24ª plaza
- 2023 - 30ª plaza
- 2025 - Clasificado

### Campeonato Asiático
- 1987 - No participó
- 1989 - No participó
- 1991 - No participó
- 1993 - 5.ª plaza
- 1995 - No participó
- 1997 - No participó
- 1999 - No participó
- 2000 - 5.ª plaza
- 2002 -  Medalla de oro
- 2004 - No participó
- 2006 - 4.ª plaza
- 2008 - 5.ª plaza
- 2010 -  Medalla de oro
- 2012 - 4.ª plaza
- 2015 - 4.ª plaza
- 2017 - 4.ª plaza
- 2018 - 4.ª plaza
- 2021 -  Medalla de bronce
- 2022 - 5.ª plaza
- 2024 -  Medalla de bronce